# Das Kriminalmuseum: Die Frau im Nerz
Die Frau im Nerz ist der zweite Fernsehfilm der Krimireihe Das Kriminalmuseum. Die deutsche Erstausstrahlung erfolgte am 25. April 1963 um 21 Uhr im ZDF.

## Inhalt
Auf Gleis 18 des Münchner Hauptbahnhofs wird eine Frau vom Zug überfahren. Kriminalkommissar Plötz und sein Assistent Heinemann können in ihrer Handtasche keine Papiere finden. Da die Frau laut der Zeugen Fräulein Umlauf und Herrn Ahrend ohne Begleitung war, deutet zunächst alles auf Unfall oder Selbstmord hin. Der findige Reporter Cantor vermutet bereits mehr hinter dem Vorfall. Einziger Anhaltspunkt für die Ermittler ist zunächst das Etikett des Pelzhauses Körper im auffallenden Nerzmantel, den die Tote trug. Auf der Käuferliste der Pelzhandlung findet sich der Name des Antiquitätenhändlers Eggers, dem Kommissar Plötz und Kriminalmeister Heinemann einen Besuch abstatten. Da sich dessen Frau im Besitz des gekauften Nerzes befindet, scheint dies aber eine falsche Spur gewesen zu sein.
Am nächsten Morgen reagiert Plötz wütend über einen Zeitungsbericht des Reporters Cantor, der den Vorfall als spektakulären Mord darstellt. Als sich bei der Polizei ein Theaterdirektor meldet, können die Ermittler immerhin feststellen, dass es sich bei der Toten um die Schauspielerin Helga Nissen handelt. Angesichts des teuren Pelzmantels sind die Beamten über die einfachen Verhältnisse überrascht, in denen das Opfer lebte. Durch eine Verkäuferin erfahren der Inspektor und sein Assistent Heinemann mehr Einzelheiten über Helga Nissen, die erst vor einem halben Jahr aus der Wohnung ihrer Freundin Lore Bachmann ausgezogen ist. Von dieser weiß wiederum der neugierige Spirituosenvertreter Gluck, dass sie die Geliebte eines verheirateten Mannes ist, der ihr einen teuren Nerzmantel schenkte. Abermals führt die Spur in das Pelzhaus – und zu dem Antiquitätenhändler Eggers, bei dem es sich um den verheirateten Freund Lore Bachmanns handelt. Diesmal gibt Eggers zwar zu, auch für seine Geliebte einen Nerzmantel gekauft zu haben. Deren Freundin Helga Nissen habe er jedoch nie gesehen.
Durch Zufall kommt Reporter Cantor dahinter, dass man nach Lore Bachmann fahndet und diese sich gerade in ihrer Wohnung aufhält. Als Cantor dort ankommt, wird er von zwei Unbekannten niedergeschlagen. Er und die nacheilenden Beamten finden eine völlig durchwühlte Wohnung vor, in der man offensichtlich etwas suchte. Der Antiquitätenhändler Eggers, den Plötz abermals verhört, weiß angeblich nichts davon. Noch am gleich Abend meldet er sich jedoch telefonisch, um dem Inspektor etwas Wichtiges mitzuteilen. Als Plötz und zufällig auch Frau Eggers dort ankommen, finden sie den Antiquitätenhändler Eggers erschossen vor seinem Schreibtisch. Wenig später erhalten die Ermittler die Nachricht, dass in Lore Bachmanns Wohnung Licht brennt.
Tatsächlich treffen Plötz und sein Assistent Heinemann dort auf die gesuchte Frau. Diese behauptet, drei Tage verreist gewesen zu sein, nachdem sie vom Tod ihrer Freundin erfahren hatte. Sie erzählt den Beamten außerdem, dass man sie anstelle von Helga Nissen ermorden wollte. Sie hatte ihre Freundin zu einem Engagement in Hamburg schicken wollen, zu dem eigentlich sie eingeladen war. Dafür hatte sie ihr auch den Nerzmantel geliehen. Noch am Bahnhof wurde Helga dann vor den Zug gestoßen. Da Lore Bachmann keine Verdächtigen nennen will, nimmt Plötz sie mit auf die Wache. Er lässt die Zeugen vom Bahnhof, Fräulein Umlauf und Herrn Ahrend, zu einer Gegenüberstellung mit Lore Bachmann ins Büro kommen. Ahrend glaubt, die Frau am Bahnsteig gesehen zu haben. Obwohl die Beamten inzwischen sogar wissen, dass das Angebot aus Hamburg fingiert war, gesteht Lore Bachmann nicht.
Da meldet sich Reporter Cantor, der gerade einige merkwürdige Beobachtungen in der Antiquitätenhandlung Eggers macht. Sofort begeben sich Plötz und Heinemann dorthin, wo sie zu ihrem Erstaunen die Kollegen von der Drogenfahndung antreffen. Noch überraschter sind die Ermittler, als sie dort Eggers Angestellten Kampers und den vermeintlichen Zeugen Ahrend mit einer Lieferung Heroin festnehmen können. Ahrend gesteht, dass sie in Eggers Auftrag Lore Bachmann ermorden sollten und deren Einladung nach Hamburg fingierten. Lore Bachmann war hinter die Drogengeschäfte des Antiquitätenhändlers gekommen und hatte diesen erpresst. Durch den Nerzmantel kam es dann zur Verwechslung mit Helga Nissen. Da sich Eggers stellen wollte, musste auch er sterben.

## Hintergrund
Fünf Fotos, die erste Folge der Krimireihe Das Kriminalmuseum, hatte sich für das am 1. April 1963 auf Sendung gegangene ZDF als wahrer Straßenfeger erwiesen. Mit Die Frau im Nerz sollte noch im gleichen Monat bereits die zweite Folge erscheinen. Produzent Helmut Ringelmann griff mit Wolfgang Becker abermals auf einen erfahrenen Regisseur zurück, mit dem er zukünftig noch mehrfach zusammenarbeiten sollte. Auch bei der Besetzung der Rollen verzichtete Ringelmann nicht auf bekannte Darsteller, wobei ihm mit Gustav Fröhlich ein besonders namhafter Schauspieler zur Verfügung stand.
Außerdem waren an der Produktion der Kameramann Franz Xaver Lederle sowie der Szenenbildner Max Mellin beteiligt. Die Musik komponierte Herbert Jarczyk, wobei die Titelmusik von Martin Böttcher stammte.